# فاردابلور (آراغاتسوتن)
مدينة فاردابلور (بالإنجليزية: Vardablur)‏ هي إحدى المدن التابعة لمقاطعة آراغاتسوتن في أرمينيا. يقدر عدد سكانها بـ 553 نسمة حسب الإحصاء الذي جرى عام 2011.